# Petrorossia serata
Petrorossia serata är en tvåvingeart som först beskrevs av Aldrich 1928.  Petrorossia serata ingår i släktet Petrorossia och familjen svävflugor. Inga underarter finns listade i Catalogue of Life.